# John Illsley

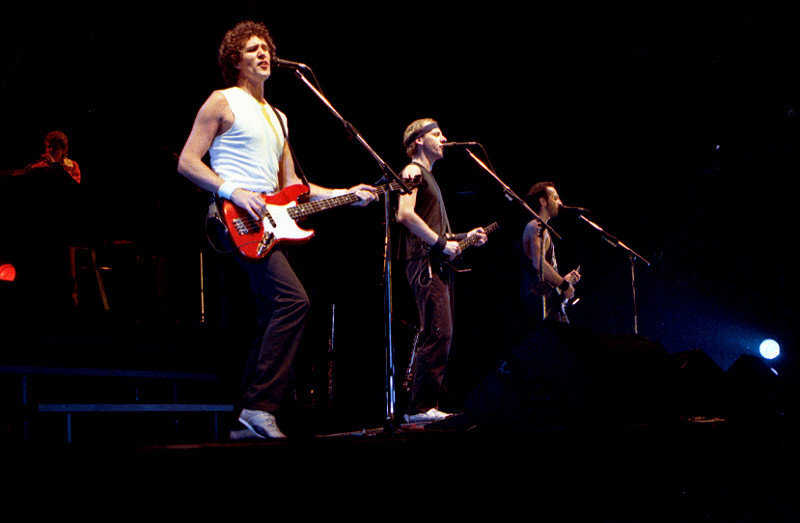
John Illsley în stânga, cu chitară bas, și Mark Knopfler, centru, în concert cu Dire Straits

John Illsley (n. 24 iunie 1949, Leicester, Anglia, Regatul Unit) este un muzician, cântăreț și chitarist englez, cunoscut mai ales ca basist al trupei engleze de muzică rock, Dire Straits.
Ca membru fondator al trupei alături de chitariștii David și Mark Knopfler și bateristul Pick Withers, talentul și temperamentul lui Illsley s-a dovedit esențial în longevitatea formației. Însă în doar trei ani Illsley și-a pierdut colegul de trupă și de cameră David Knopfler. Până la destrămarea grupului din 1995, cu nenumărate schimbări de personal, Illsley și liderul și chitaristul trupei Mark Knopfler erau singurii membrii originali ce rămăseseră în formație de la formarea acesteia.
Recent a lansat încă două albume cu influențe de muzică celtică preluate de la trupa Cunla. Ca artist este pasionat și de pictură.

## Discografie

### Albume de studio
- Never Told a Soul (1984)
- Glass (1988)
- Beautiful You (octombrie 2008 - cu Greg Pearle)

### Album live
- Live in Les Baux de Provence (2007 - cu Cunla și Greg Pearle)